# Aleksandr Lebzjak
Aleksandr Borisovič Lebzjak (in russo Александр Борисович Лебзяк?; Donec'k, 15 aprile 1969) è un ex pugile russo.

## Palmarès

### Olimpiadi
- 1 medaglia:
  - 1 oro (Sydney 2000 nei pesi mediomassimi)

### Mondiali dilettanti
- 2 medaglie:
  - 1 oro (Budapest 1997 nei pesi mediomassimi)
  - 1 argento (Sydney 1991 nei pesi mediomassimi)

### Europei dilettanti
- 5 medaglie:
  - 2 ori (Minsk 1998 nei pesi mediomassimi; Tampere 2000 nei pesi mediomassimi)
  - 1 argento (Bursa 1993 nei pesi medi)
  - 2 bronzi (Göteborg 1991 nei pesi medi; Vejle 1996 nei pesi medi)